# 도키와 고젠

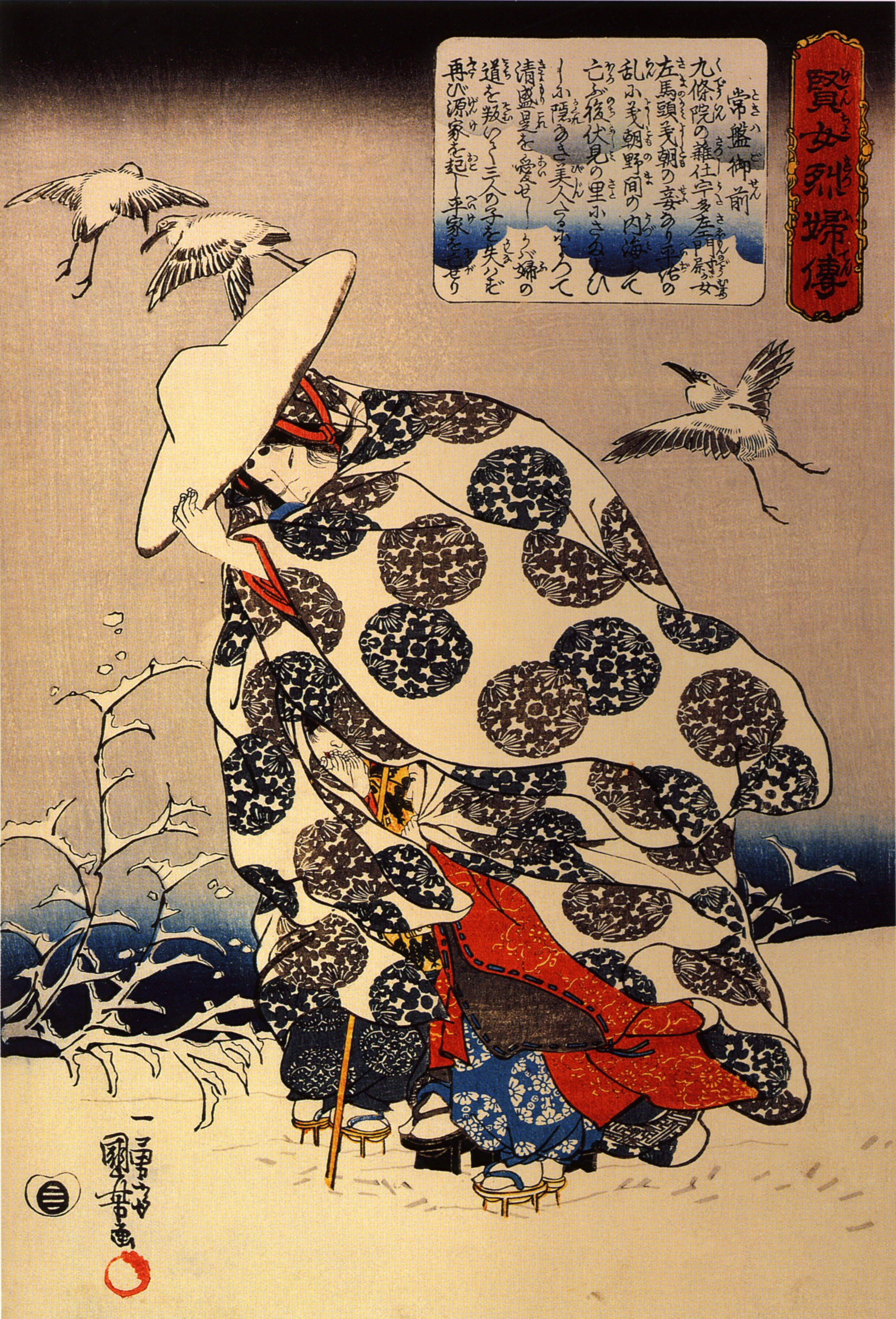
도키와 고젠

도키와 고젠(일본어: 常盤御前, 호엔(保延) 4년(1138년 ~ 몰년 미상)은 일본 헤이안 시대(平安時代) 말기의 인물로, 미나모토노 요시토모(源義朝)의 애첩이자 가마쿠라 시대(鎌倉時代) 초기의 무장인 미나모토노 요시쓰네(源義経)의 생모이다.
미나모토노 요시토모가 죽자 세 아들을 데리고 도피했으나, 생모가 다이라노 기요모리(平清盛)에게 붙잡히자 세 아들을 데리고 투항하였으며, 이후 다이라노 기요모리의 첩이 되었다가 이치조 나가나리(一条長成)에게 개가하게 된다.

## 생애
《헤이케 이야기(平治物語)》 등의 군기 문학 및 《손피분먀쿠(尊卑分脈)》와 같은 역사 기록에 따르면, 고노에 천황(近衛天皇)의 중궁인 후지와라노 데이시(藤原呈子)의 조시(雑仕)였다고 한다. 구체적인 출생 연도와 양친에 대해서는 전해지지 않는다.
이후 미나모토노 요시토모의 측실이 되어 이마와카마루(今若丸, 후일의 아노 젠세이阿野全成), 오토와카마루(乙若丸, 후일의 기엔義円), 우시와카마루(牛若丸, 후일의 미나모토노 요시쓰네)를 낳았다.
헤이지(平治) 원년(1159년), 헤이지의 난(平治の乱)이 발발하면서 요시토모는 모반을 일으킨 반역자로 격하되었다. 《헤이지 이야기(平治物語)》, 《헤이케 이야기(平家物語)》 등에 따르면, 이 때 도키와 고젠은 승자인 다이라노 기요모리(平清盛)의 측실이 되어 딸 로노온카타(廊御方)를 낳았다고 한다.
조칸(長寛) 원년(1163년)경 구게인 이치조 나가나리(一条長成)에게 보내져 이치조 요시나리(一条能成)와 딸 1명을 낳았다.
지쇼(治承) 4년(1180년) 겐페이 전쟁(源平合戦)이 발발하였다. 이 전쟁에서 도키와 고젠의 아들 미나모토노 요시쓰네는 겐지(源氏)의 일원으로 전쟁에 참여, 공을 세웠으나 후일 몰락하여 형 미나모토노 요리토모에게 쫓기는 처지가 되었다. 분지(文治) 2년(1186년) 6월 6일 딸과 함께 교토 이치조 가와사키 관음당(一条河崎観音堂)에서 요리토모 측에 사로잡힌 도키와 고젠은 요시쓰네가 이와쿠라(岩倉)로 도주하였다고 증언하였으나 수색대가 보내진 때에는 이미 요시쓰네가 다른 곳으로 도망친 이후였다고 한다. 같은 달 13일 도키와 고젠과 그 딸을 가마쿠라(鎌倉)로 호송할 것인지에 대해 문의하는 기록이 남아 있으나 실제로 보내졌다는 증거는 없다. 도키와 고젠과 관련된 기록은 이것이 마지막으로, 언제 어디서 사망하였는지는 불명이다.

## 같이 보기
- 미나모토노 요시쓰네
- 아노 젠세이
- 미나모토노 요시토모